# 派拉蒙广场
派拉蒙广场（英語：Paramount Plaza），旧称尤瑞斯大楼、百老汇1633号，是位于纽约市百老汇的一栋48层摩天大楼，其中有2座百老汇剧院。目前它是纽约第54高的建筑。建筑高204米（670英尺），占据了百老汇大街以西，西50街到西51街的大部分街区，内部面积总计208,200平方米。